# Rainier (Washington)
Rainier je grad u američkoj saveznoj državi Washington. Prema popisu stanovništva iz 2010. u njemu je živjelo 1.794 stanovnika.